# Kaiser (Mondkrater)
Kaiser ist ein Einschlagkrater im Süden der Mondvorderseite, südöstlich des Mare Nubium, nördlich des Kraters Stöfler und südöstlich von Walther.
Der Kraterrand ist stark erodiert, das Innere weitgehend eben.
| Buchstabe | Position          | Durchmesser | Link |
| --------- | ----------------- | ----------- | ---- |
| A         | 36,4° S, 7,22° O  | 20 km       |      |
| B         | 36,65° S, 5,46° O | 6 km        |      |
| C         | 36,6° S, 9,6° O   | 12 km       |      |
| D         | 37,09° S, 7,3° O  | 4 km        |      |
| E         | 34,95° S, 7,07° O | 5 km        |      |
| R         | 34,34° S, 7,09° O | 3 km        |      |

Der Krater wurde 1935 von der IAU nach dem niederländischen Astronomen Frederik Kaiser offiziell benannt.